# Luigi Scappini
Luigi Scappini (Genova, 20 ottobre 1902 – ...) è stato un calciatore italiano, di ruolo centrocampista.
Scappini fu noto come Scappini I per distinguerlo dal fratello Augusto che militò insieme a lui sia nella Nazionale Liguria sia nel Genoa e noto come Scappini II.

## Carriera
Formatosi nella Nazionale Liguria, nel 1923 passò alla Ronchese con il quale disputò la Terza Divisione 1923-1924.
La stagione successiva fa un doppio salto di categoria, venendo ingaggiato dal Genoa e potendo così esordire in Prima Divisione l'8 marzo 1925 nella vittoria casalinga per 4-1 contro il Casale Nella stessa stagione disputò anche una delle controverse finali scudetto contro il Bologna, il pareggio casalingo per 2-2 del 7 giugno.
Scappini nelle due stagioni seguenti in rossoblu entra stabilmente nella rosa dei titolari, scendendo in campo altre 40 volte e segnando una rete nella vittoria casalinga del 4 aprile 1926 per 3-0 contro il Parma.
Nel 1928 passa a La Dominante, neonato club genovese. L'esperienza con i neroverde dura una sola stagione, al termine della quale si trasferisce al Pavia, dove disputa due stagioni di Prima Divisione.
Nel 1932 si trasferisce in Calabria, tra le file della Reggina.